# 벨구치습지쥐
벨구치습지쥐(Pelomys campanae)는 쥐과에 속하는 설치류의 일종이다. 앙골라와 콩고민주공화국에서 발견된다. 자연 서식지는 습윤 사바나 지역과 아열대 또는 열대 기후 지역의 건조 저지대 초원과 농지, 농촌 지역이다.